# Ferrara

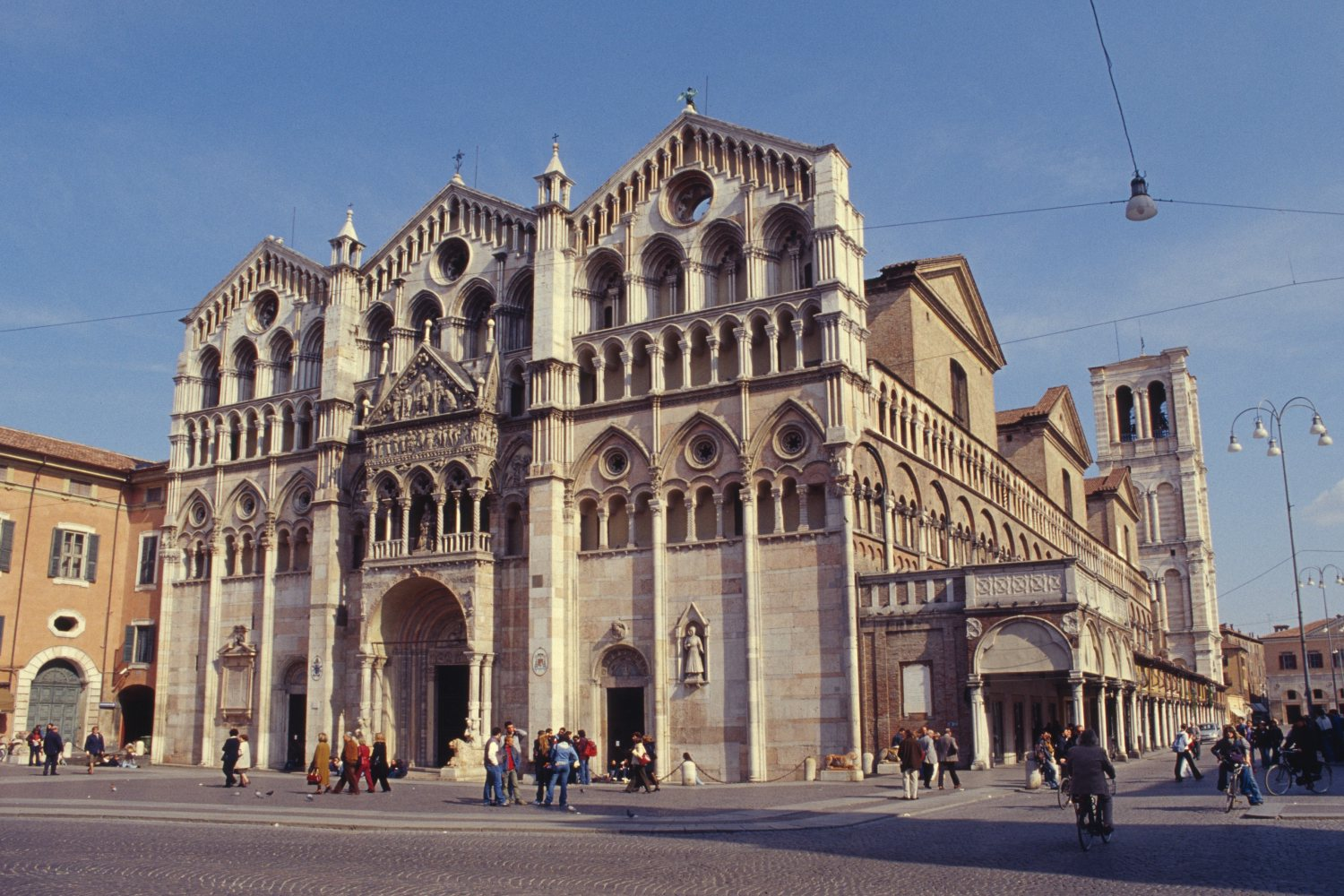
Późnoromańska katedra pod wezwaniem świętego Jerzego

Ferrara – miasto w północnych Włoszech, w regionie Emilia-Romania, w prowincji Ferrara, ok. 50 km na NNE od Bolonii, nad rzeką Pad, która płynie 5 km na północ od centrum.
Według danych na rok 2023 gminę zamieszkiwało 129 126 osób (320 os./km²).
Przemysł spożywczy, chemiczny, maszynowy, metalowy, włókienniczy, ośrodek handlu rolnego, węzeł kolejowy (stacja Ferrara) i drogowy, ośrodek uniwersytecki. Liczne zabytki i muzea. Wśród nich ogromny zamek rodu d’Este i monumentalna katedra gotycka, typowa dla miast Emilii-Romanii (Parmy, Modeny czy Fidenzy)

## Historia
Podobno założona jako rzymska kolonia o nazwie Forum Alieni. Ślady osadnictwa znaleziono wokół katedry oraz w pobliżu tzw. castrum bizantino. Pierwsze źródła pisane odnotowują Ferrarę w 754 roku jako miasto wchodzące wcześniej w skład egzarchatu Rawenny. W 984 weszła w skład księstwa Modeny (lenna cesarza Ottona I). Pierwszym władcą był Tedald z Kanossy, kuzyn Ottona I. Potem weszła w skład posiadłości papieskich, uzyskała niezależność w 1101 jako komuna miejska, należąca jako wolne miasto do Ligi Lombardzkiej. Od 1240 we władaniu rodu d’Este jako księstwo, za panowania tego rodu miasto przeżywało rozkwit. W 1385 rozpoczęła się budowa zamku św. Michała, a w 1391 został założony uniwersytet. Na dwór d’Este przybywało wielu artystów, malarzy poetów i muzyków, wśród nich Petrarka, Ludovico Ariosto czy Torquato Tasso. Ferrara jest miejscem narodzin renesansowego kaznodziei Girolama Savonaroli w 1452.

O potędze rodu d’Este świadczy to, iż udało się zawrzeć w 1501 roku małżeństwo między Alfonsem d’Este, a córką papieża Aleksandra VI – Lukrecją Borgia.
W późniejszych okresach dochodziło do mariaży pomiędzy potomkami d’Este a dziećmi ważnych monarchów europejskich, np. córka króla Francji Ludwika XII – Renée Francuska poślubiła Alfonsa II d’Este.
Do 1597 Ferrara była lennem, a od 1598 prowincją Państwa Kościelnego, w okresie 1794–1814 pod okupacją francuską, 1832–1859 pod kontrolą (okupacją) austriacką, przeszła pod zarząd Królestwa Sardynii, a w 1861 włączona do Królestwa Włoch.

## Zabytki
Starówka w Ferrarze otoczona jest fortyfikacjami bastionowymi z XV-XVI w. o długości 9 km. Są to, obok Lukki, najlepiej zachowane umocnienia renesansowe we Włoszech.
Do najbardziej znanych budowli należy zamek d’Este (Castello Estense) usytuowany w centrum miasta. Jest to ceglany budynek z masywnymi bastionami, otoczony fosą. Jego budowę rozpoczęto w 1385. Został przebudowany po pożarze w 1554, a jego wnętrza jeszcze wielokrotnie przekształcane.
Katedra konsekrowana w 1135 w stylu romańskim i dokończona w XIII w., z renesansową kampanilą z lat 1451–1493 i barokowym wystrojem wnętrza.
Ratusz przebudowany w XVIII w., wcześniej rezydencja rodu d’Este.
Średniowieczny uniwersytet z wydziałami prawa, architektury, medycyny, farmacji i nauk przyrodniczych, z ogrodem botanicznym.
Renesansowe pałace, m.in.: Palazzo dei Diamanti, Casa Romei, Palazzo Schifanoia.
Klasztor dominikanów z grobowcami członków rodu d’Este: Alfonsa I, Alfonsa II, Ercole I, Ercole II, Lukrecji Borgia, Eleonory Aragońskiej i in.
Synagoga pierwotnie z 1421, odnowiona i przebudowana w 1820 oraz Muzeum Żydowskie w obrębie dawnego getta z lat 1627–1859.
Opera (Teatro Comunale) z lat 1786–1797.
Klasztor kartuzów z cmentarzem z XIX w.
Kościoły: NMP, św. Benedykta, św. Karola, św. Krzysztofa, św. Dominika, św. Franciszka, św. Jerzego, św. Pawła, św. Romana.
Dom poety Ludovico Ariosto, w którym tenże zmarł w 1532.
Pałac Ludovico il Moro.

## Inne informacje
31 maja 1503 roku Mikołaj Kopernik uzyskał na uniwersytecie w Ferrarze tytuł doktora prawa kanonicznego.
25 grudnia 1815 roku urodził się tutaj Temistocle Solera, kompozytor i librecista znany przede wszystkim ze współpracy z Giuseppe Verdim. Ferrara jest także rodzinnym miastem wybitnego włoskiego reżysera Michelangelo Antonioniego, gdzie urodził się 29 września 1912 roku. Miasto to często pojawia się w jego filmach. Dwie damy, siostry z Ferrary, Dorabella i Fiordiligi pojawiają się również w operze Wolfganga Amadeusa Mozarta – Così fan tutte (KV 588).
W mieście znajdują się stacje kolejowe Ferrara oraz Pontelagoscuro.

## Miasta partnerskie
- Litwa: Kowno
- Rosja: Krasnodar
- Hiszpania: Lleida
- Francja: Saint-Étienne
- Walia: Swansea
- Słowenia: Koper
- Węgry: Szombathely
- Słowacja: Żylina
- Stany Zjednoczone: Highland Park
- Niemcy: Kaufbeuren
- Bośnia i Hercegowina: Sarajewo
- Polska: Toruń